# Jana Jenko
Jana Jenko, slovenska uradnica in političarka, * 12. november 1964.
Jenkotova, magistrica znanosti s področja evropskih študij, je postala 2011 kot članica DeSUSa poslanka Državnega zbora Republike Slovenije.

## Življenjepis
Pred izvolitvijo je bila zaposlena kot svetovalka v referatu za javni red in promet na Upravni enoti Kranj.